# 丢勒自画像 (1493年)
丢勒《自画像》或《手持刺蓟的自画像》是德国艺术家 阿尔布雷希特·丢勒 的一幅自画像，是一幅粘贴在画布上的羊皮纸油画。这幅画绘制于1493年，是丢勒最早的自画像，被认为是最早的北方艺术家自画像之一。  1922 年由巴黎卢浮宫收购。 